# Cordell Hull
Cordell Hull (Olympus, EUA 1871 - Washington DC 1955) fou un advocat i polític estatunidenc que fou Secretari d'Estat entre el 1933 i 1944, i que fou guardonat amb el Premi Nobel de la Pau el 1945.

## Joventut i estudis
Nasqué el 2 d'octubre de 1871 a la ciutat d'Olympus, situada a l'estat nord-americà de Tennessee. Ingressà a la Universitat per estudiar la carrera de Professor, per ser escollit el 1890 president del Partit Democràtic del Comtat de Clay. Després de graduar-se el 1891 en Dret entrà a treballar a un bufet d'advocats, per entrar a formar part posteriorment en la Cambra de Representants de Tennessee. Durant la guerra hispano-americana Hull va servir a Cuba de capità en el quart regiment d'infanteria voluntària de Tennessee.

## Política activa
Entre 1903 i 1907 Hull va servir com a jutge local, per ser escollit aquell any representant de Tennessee a la Cambra de Representants dels Estats Units, servint durant 11 legislatures entre 1907-1921 i 1923-1931.
En la primera derrota de l'any 1920, Hull fou nomenat President del Comité Democràtic Nacional, lluitant per aconseguir una tarifes més baixes i denunciant les lleis de l'impost sobre la renda de 1913 i 1916 així com la del dret d'herència de 1916. El 1930 fou escollit membre del Senat per ser nomenat, el 1933, Secretari d'Estat nord-americà pel President dels Estats Units Franklin Delano Roosevelt. Durant el seu mandat Roosevelt sovint no va fer cas de les decisions de Hull, deixant a aquest de mediador, i segons bona part dels historiadors, deixant a Hull desenvolupar un paper altament popular.
Fou un ferm partidari de la creació de les Nacions Unides, aconseguint l'interès del seu país el 1943. L'any següent Hull dimití del seu càrrec per motius de salut, moment en què Roosevelt l'anomenà l'única persona al món que ha fet el màxim a la seva vida per aconseguir aquest gran pla per la pau [en referència a les Nacions Unides]. El Comité Nobel noruec li atorgà el 1945 el Premi Nobel de la Pau en reconeixement dels seus esforços per aconseguir la pau i entendre en l'hemisferi occidental, els seus acords comercials i el seu treball en la creació de les Nacions Unides.
Cordell Hull morí a casa seva, a Washington DC, el 23 de juliol de 1955.